# Bindoy
Bindoy (Payabon) ist eine philippinische Gemeinde in der Provinz Negros Oriental. Sie hat 39.819 Einwohner (Zensus 1. August 2015).

## Baranggays
Bindoy ist politisch in 22 Barangays unterteilt.
| - Atotes - Batangan - Bulod - Cabcaban - Cabugan - Camudlas - Canluto - Danao - Danawan - Domolog - Malaga | - Manseje - Matobato - Nagcasunog - Nalundan - Pangalaycayan - Peñahan - Poblacion (Payabon) - Salong - Tagaytay - Tinaogan - Tubod |